# Chimie bioanorganică

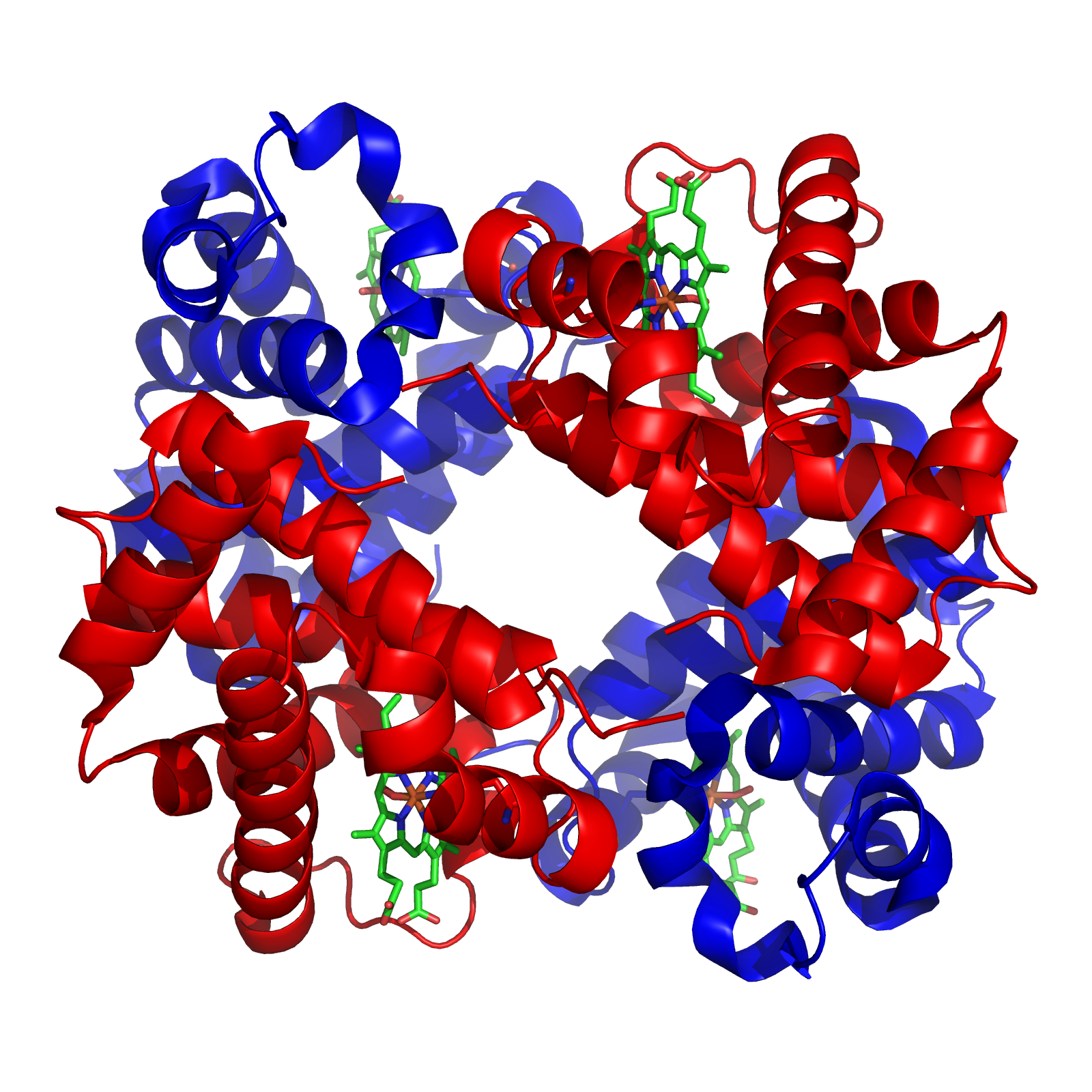
Hemoglobina este o metaloproteină ce conține fier

Chimia bioanorganică este o ramură a chimiei care are ca scop examinarea rolului pe care îl au metalele în funcționarea metabolică a organismelor vii. Printre temele de cercetare ale chimiei bioanorganice se numără comportamentul metaloproteinelor, dar și cel al metalelor ne-esențiale, fără rol biologic, ca parte a toxicologiei. Interesează, de asemenea, și aspecte legate de chimia coordinativă a metalelor tranziționale, biosistemele redox bazate pe ioni metalici, sisteme metal-enzime și rolul biochimic al metalelor alcaline și alcalino-pământoase.